# Olimpíada de xadrez de 1950
A Olimpíada de xadrez de 1950 foi a nona Olimpíada de Xadrez organizada pela FIDE, realizada em Dubrovnik entre os dias 20 de agosto e 11 de setembro. A equipe da Iugoslávia (Svetozar Gligorić, Vasja Pirc, Petar Trifunović, Braslav Rabar, Milan Vidmar jr e Stojan Puc) conquistou a medalha de ouro, seguidos da Argentina (Miguel Najdorf, Julio Bolbochán, Carlos Enrique Guimard, Héctor Decio Rossetto e Herman Pilnik) e Alemanha Ocidental (Wolfgang Unzicker, Lothar Schmid, Gerhard Pfeiffer, Ludwig Rellstab e Hans-Hilmar Staudte).

## Quadro de medalhas
| Tabuleiro | Ouro                                     | Prata                                   | Bronze                                       |
| 1.º       | GER Wolfgang Unzicker ARG Miguel Najdorf | -                                       | USA Samuel Reshevsky                         |
| 2.º       | ARG Julio Bolbochán                      | GER Lothar Schmid FRA Nicolas Rossolimo | -                                            |
| 3.º       | YUG Petar Trifunović                     | NED Lodewijk Prins                      | GER Gerhard Pfeiffer                         |
| 4.º       | YUG Braslav Rabar                        | NED Nicolaas Cortlever                  | SWE Nils Bergkvist ARG Héctor Decio Rossetto |
| 1.º res   | ARG Herman Pilnik                        | AUT Hans Lambert                        | USA George Kramer GER Hans-Hilmar Staudte    |
| 2.º res   | USA Larry Evans                          | NED Jan Hein Donner                     |                                              |